# 自然综述：药物发现
自然综述：药物发现（英語：Nature Reviews Drug Discovery）是一本涵盖药物发现与发展的同行评审综述期刊。根据期刊引证报告，该期刊2019年的影响因子为64.797。
综述文章会委托给专家，为非专业读者提供术语解释，并有自然内部艺术编辑绘制插图加以说明。除综述文章外，期刊还会根据现有数据集发布分析文章，关注突出问题的进展文章，以及观点文章（典型观点或历史观点）。

## 官方网站
- 官方网站